# Style humbertien

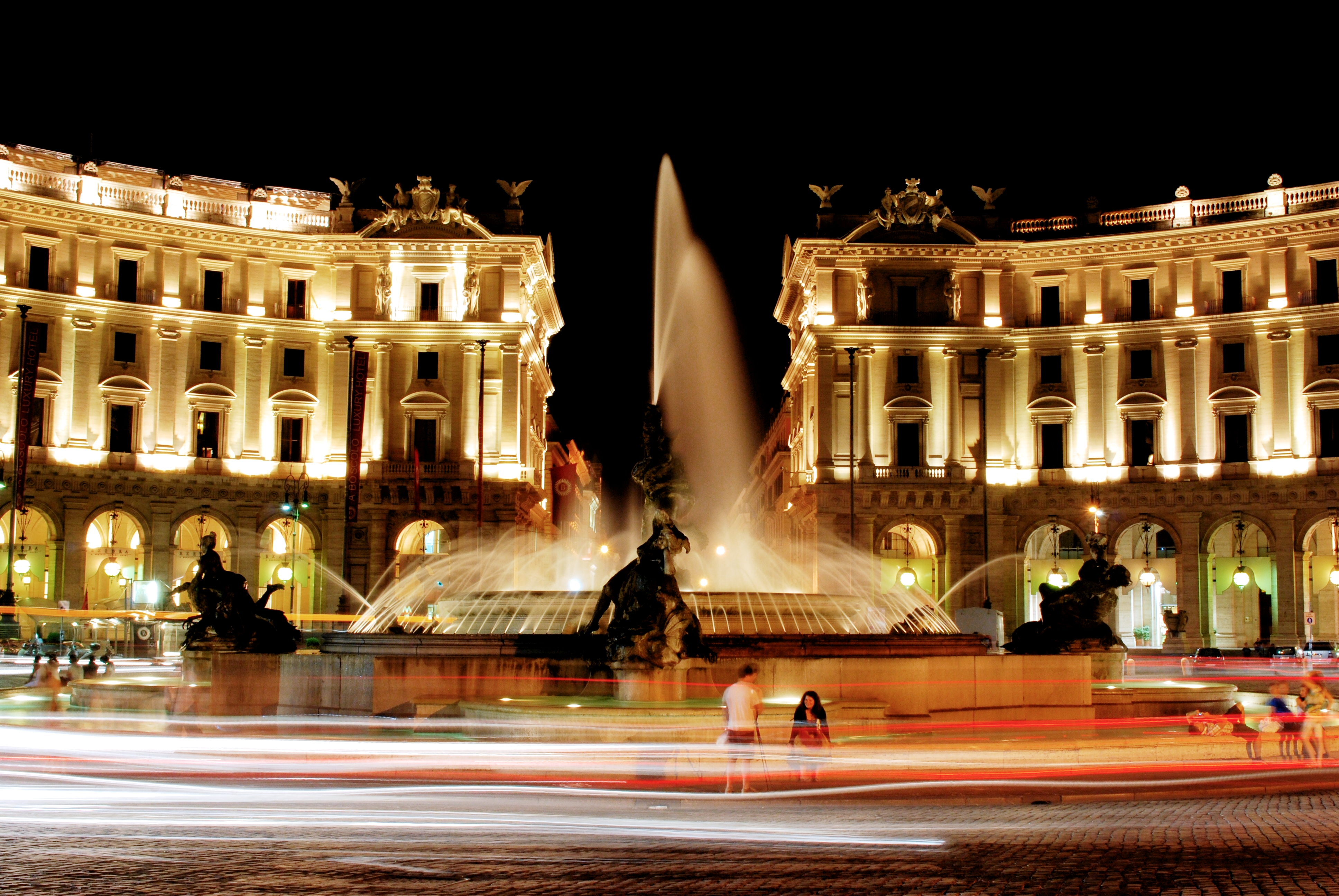
Piazza della Repubblica, à Rome.

Le style humbertien caractérise les réalisations architecturales de la fin du XIXe siècle en Italie, ainsi que le mobilier et les arts décoratifs de la même époque. Il représente la version italienne du style éclectique qui prévaut alors dans toute l'Europe, mais avec des spécificités marquantes liées à l'émergence de l'Italie comme royaume unifié.

## Le cadre temporel

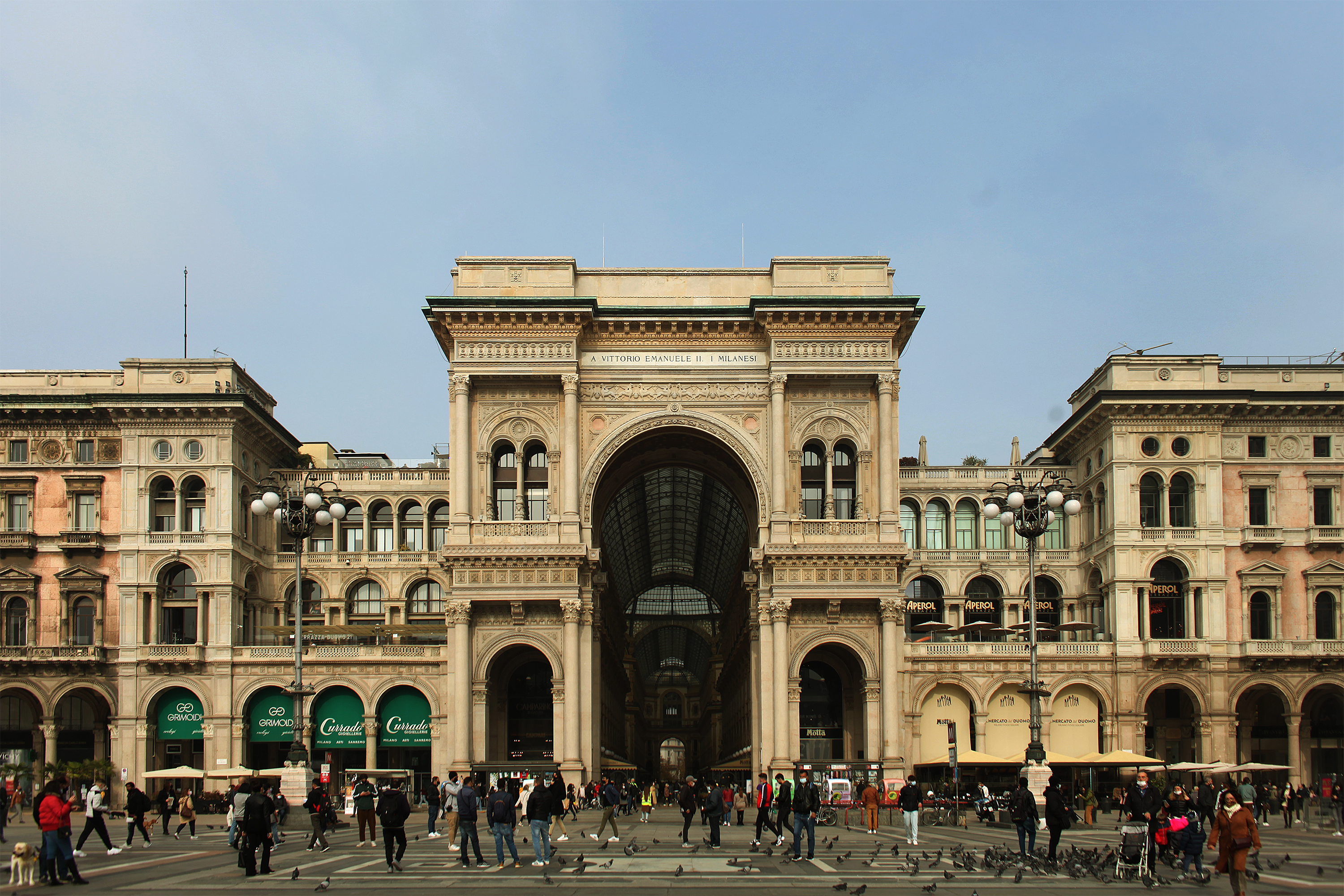
Vue de la Galleria Vittorio Emanuele II depuis la Piazza del Duomo, Milan

Ce style tient son nom de Humbert Ier, roi d'Italie de 1878 à 1900. En fait, de même que pour les autres courants éclectiques qui se manifestent ailleurs en Europe, il débute dès les années 1860, et les réalisations les plus tardives qui s'y rattachent ne seront achevées que dans les années 1920.
Durant un demi-siècle, l'architecture humbertienne manifeste une continuité et une homogénéité remarquables. Ainsi, il n'y a pratiquement aucune différence stylistique entre la Galleria Vittorio Emanuele II, commencée à Milan en 1867, et la Galleria Umberto I achevée à Naples en 1891.

## Définition

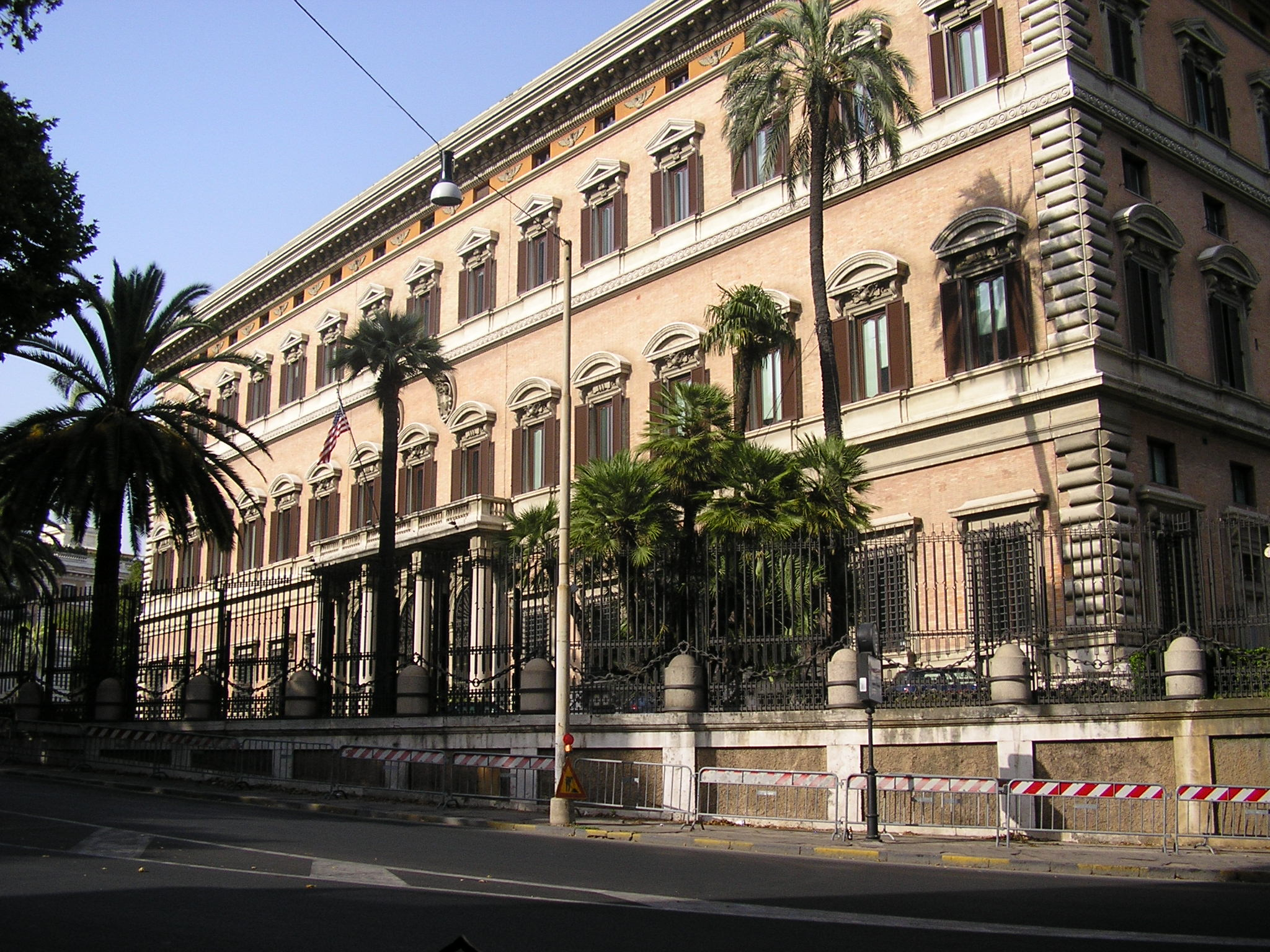
Palazzo Margherita (actuelle ambassade des États-Unis) à Rome.

L'architecture humbertienne se distingue le plus souvent par son souci de se rapprocher des canons de la Renaissance tardive, et prend modèle en particulier sur les palais romains du XVIe siècle. Les bâtiments se signalent par une indéniable rigidité formelle, mais pour stéréotypée qu'elle soit, l'ornementation tend à la sobriété et à une certaine dignité.
Contrairement à l'éclectisme allemand de l'ère wilhelmienne ou au style Beaux-Arts français, le style humbertien se présente comme un éclectisme discipliné, codifié, qui laisse la porte ouverte à un éventuel retour au néo-classique et se défie de l'esprit baroque, celui-ci restant identifié à l'Église catholique (c'est l'époque où la papauté, qui n'accepte pas la perte de son pouvoir temporel sur Rome, est en opposition frontale avec le pouvoir civil).

## Un art national

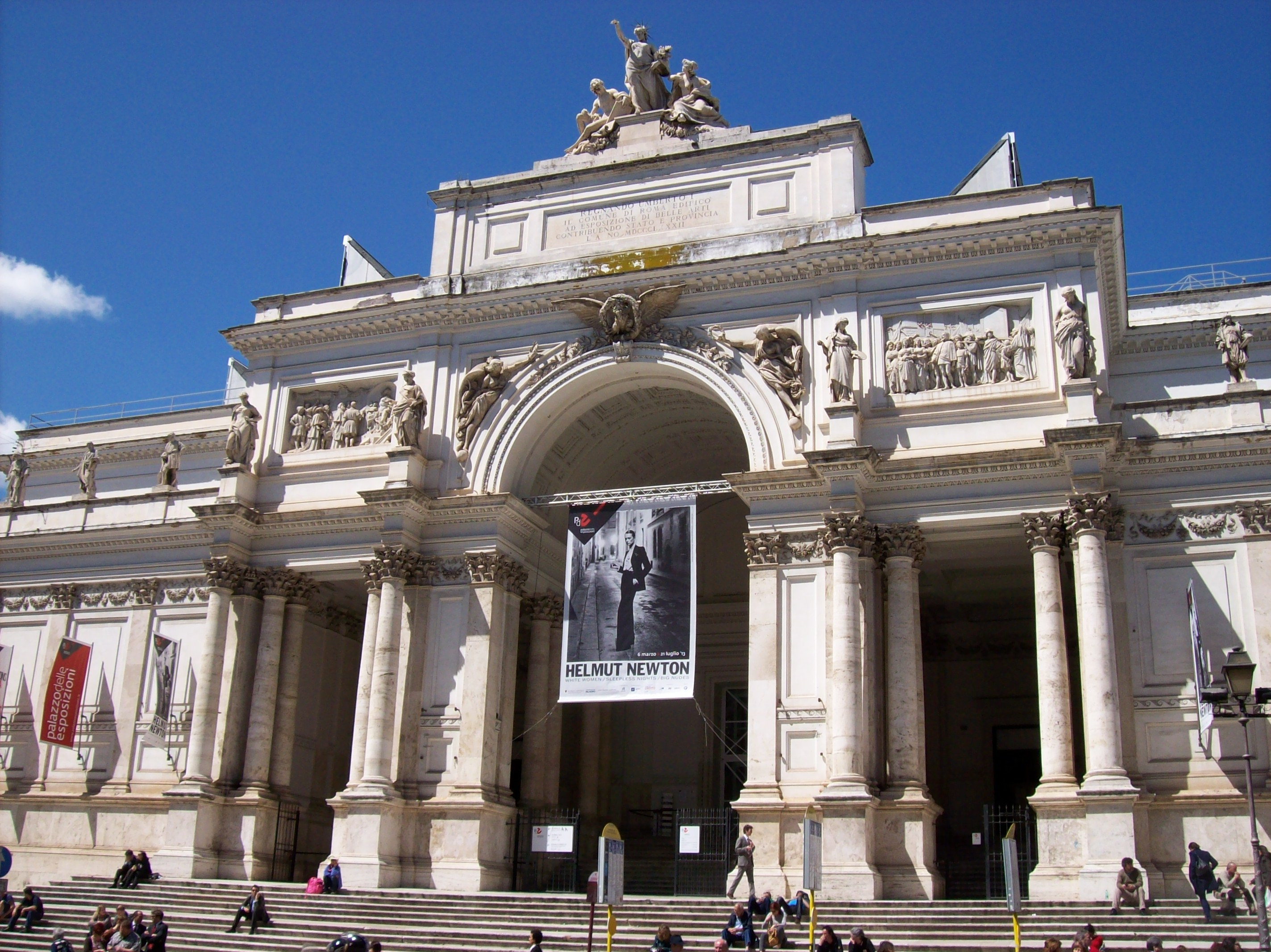
Palazzo delle Esposizioni (1883) à Rome.

Ce style est inséparable du triomphe du Risorgimento, avec la proclamation du royaume d'Italie en 1861, et plus encore l'incorporation en 1870 de Rome au nouvel État. Cet événement déclenche dans les décennies qui suivent une inflation de commandes publiques pour loger ministères et administrations, ainsi qu'un boom immobilier pour loger les personnels y affectés. Luigi Broggi, Guglielmo Calderini, Gaetano Koch et Manfredo Manfredi sont parmi les plus connus des architectes qui façonnent la Rome de la fin du XIXe siècle.
Les styles hérités de l'Antiquité romaine sont alors un patrimoine commun à toute l'Europe, aussi est-il logique que la lecture proprement italienne qu'en a donnée la Renaissance soit privilégiée en cette époque de ferveur nationaliste qui voit l'Italie entrer dans le concert des grandes puissances.
En même temps, la volonté d'affirmer la majesté du nouvel État se traduit par « l'apparence monumentale, massive et disproportionnée des édifices publics. »
L'esthétique humbertienne s'est propagée à tout le pays, sans souci d'adaptation aux styles locaux (à Florence, la Piazza della Repubblica fait figure de corps étranger). Les bossages d'angles protubérants et les corniches surdimensionnées sont parmi les clichés qui caractérisent ce style tel qu'il s'est vulgarisé, et tel qu'il continue à déterminer le paysage des quartiers bourgeois des grandes villes d'Italie.
Dans le langage des agences immobilières, l'expression palazzo umbertino est l'équivalent de ce qu'on appelle à Paris « immeuble haussmannien » ou « immeuble en pierre de taille ».